# Amadou Balaké
Amadou Traoré (8 mars 1944 - 27 août 2014), mieux connu sous le nom d' Amadou Balaké, est un chanteur populaire du Burkina Faso. Au cours de sa carrière, longue de plus de 50 ans, il a enregistré et joué dans différentes parties de l'Afrique de l'Ouest ainsi qu'à New York et Paris. Au début du 21e siècle, il est membre du groupe de salsa sénégalais Africando. Sa musique combine différentes traditions de son pays d'origine, principalement Dioula (Mandé) et Mossi, ainsi que la musique afro-cubaine.

## Biographie et carrière
Amadou Traoré naît le 8 mars 1944 à Ouahigouya, Yatenga, alors territoire français,,. En 1952, sa mère récemment veuve s'installe dans la capitale, Ouagadougou, où il s'intéresse à la musique. Il passe six ans à travailler avec son frère comme apprenti chauffeur à Mopti, au Mali, avant de revenir à Ouagadougou en 1961 pour travailler comme chauffeur de taxi. En 1962, il commence sa carrière professionnelle, jouant dans différents orchestres à Bamako, Abidjan, Kankan et Conakry tout au long de la décennie. Il rejoint le groupe Harmonie Voltaïque basé à Ouagadougou et fait un tube avec sa chanson "Balaké" ("porc-épic" en mandingue), changeant son nom en Amadou Balaké,. Il devient ensuite le chanteur de l'orchestre Super Volta, et forme en 1970 le groupe Amadou Balaké et les 5 Consuls avant d'enregistrer son premier album en tant que leader au milieu des années 1970,.
En 1979, Balaké voyage avec le chanteur gambien Laba Sosseh à New York, où il enregistre deux albums : À New York et Afro-Charanga, ce dernier mettant en vedette le pianiste Alfredo Rodríguez,. En 1982, son single « Taximan n'est pas gentil » lui vaut un disque d'or en Côte d'Ivoire. Dans les années 1980, il se rend à Abidjan et à Paris, où il continue à se produire.
En 2000, Balaké est sollicité par le producteur Ibrahima Sylla à rejoindre le groupe de salsa sénégalais Africando en tant que chanteur invité dans l'album Mandali. Il devient ensuite un membre officiel du groupe, se produisant dans les albums suivants.
Balaké meurt le 27 août 2014 à Ouagadougou,. Son dernier album, enregistré en 2013, sort à titre posthume chez Sterns Music en 2015.

## Style
La musique de Balaké est décrite comme "délicieusement variée", combinant des traditions telles que la musique de danse warba du Burkina Faso, la musique mandé moderne, le son montuno cubain et la salsa,. Balaké a chanté principalement en dioula, français, et occasionnellement en mossi. Son approche de la musique Mandé est comparée à celle du Rail Band et du Bembeya Jazz.

## Discographie
Albums solo
- 1975 : Traoré Amadou dit Ballaké et ses Dieux (CVD)
- 1978 : Taximen (Sacodis)
- 1978 : Bar Konon Mousso Bar (Sacodis)
- 1979 : Vol. 3 (Sacodis)
- 1979 : Amadou Balaké à New York (Sacodis)
- 1981 : Afro-Charanga (Zamidou)
- 1987 : Amadou Balaké à Paris (Sacodis)
- 2003 : Natoma (Seydoni)
- 2015: En conclusion (Sterns)

Compilations
- 2008 : Señor ecléctico (Oriki)

Avec Africando
- 2000 : Mandali (Sterns)
- 2003 : Martina (Sterns)
- 2006 : Ketukuba (poupe)
- 2013 : Viva Africando (Sterns)